# CTR모빌리티
주식회사 CTR모빌리티(영어: CTR Mobility)는 대한민국의 자동차부품 제조 기업이다. 2023년 센트랄모텍에서 현재의 사명으로 변경하였다.

## 역사 및 현황
2019년 11월 25일에 주관사를 한국투자증권, BNK투자증권으로 공모가 6,000원에 코스닥 시장에 상장하였다.

## 같이 보기
- 동양피스톤
- 네오오토
- 대원강업
- 한국프랜지공업
- 지엠비코리아
- 삼기오토모티브
- 우수AMS
- 경찬산업